# Julia Svensson
Julia Cristina Svensson, född 16 februari 1978 i Ystad, är en svensk journalist. Hon är litteratur- och konstredaktör samt arkitekturkritiker på Sydsvenskans kulturredaktion.
Tidigare har hon varit biträdande kulturchef på Sydsvenskan och Helsingborgs Dagblad.
Hon har varit chefredaktör för tidskriften Arkitektur. Under hennes ledning erhöll Arkitektur Sveriges Tidskrifters pris Årets digitala facktidskrift (2019) samt nominerades till priset Årets facktidskrift (2015). Hon har även varit arkitektur- och konstkritiker samt redaktör på Dagens Nyheter.